# Новодвір'я (Червенський район)
Новодвір'я (біл. вёска Новодворье) — село в складі Червенського району Мінської області, Білорусь. Село підпорядковане Рованичівській сільській раді, розташоване в центральній частині області.